# Felix Hausdorff
Felix Hausdorff (ur. 8 listopada 1868 we Wrocławiu, zm. 26 stycznia 1942 w Bonn) – niemiecki matematyk, jeden z twórców topologii.

## Życiorys
Studia matematyczne ukończył na Uniwersytecie w Lipsku, a w 1895 roku złożył tam rozprawę habilitacyjną. Około roku 1904 podjął systematyczne studia w teorii mnogości i topologii. W roku 1910 przeniósł się do Bonn, a trzy lata później uzyskał stanowisko profesora zwyczajnego na Uniwersytecie w Greifswaldzie. Tam w 1914 opublikował swe klasyczne dzieło Grundzüge der Mengenlehre zawierające podstawy topologii. W roku 1921 wrócił do Bonn, gdzie pracował do roku 1935. Mimo złożenia przysięgi na wierność Hitlerowi, jako osoba rasowo nieczysta (z pochodzenia był Żydem) zmuszony został przez hitlerowców do złożenia profesury i przejścia na emeryturę. Nadal zajmował się topologią, lecz jego wyniki nie mogły zostać opublikowane w Niemczech.
W roku 1941 Hausdorff wraz z rodziną znalazł się na liście osób przeznaczonych do wywiezienia do obozu koncentracyjnego, lecz dzięki interwencji Uniwersytetu w Bonn zdołał tego uniknąć. Nie mogąc znieść życia w stanie permanentnego zagrożenia, 26 stycznia 1942 roku Hausdorff i jego żona popełnili samobójstwo.

## Dorobek naukowy
Największy wkład wniósł do topologii, której podstawy współtworzył. Badał systematycznie przestrzenie metryczne i przestrzenie T2, nazywane dziś przestrzeniami Hausdorffa.
Wniósł także poważny wkład w rozwój analizy funkcjonalnej i teorii mnogości, gdzie konsekwentnie badał pojęcie mocy zbioru, wprowadził pojęcie zbioru częściowo uporządkowanego, zajmował się badaniem liczb porządkowych. Sformułował i udowodnił twierdzenie o łańcuchu maksymalnym, które jest równoważne aksjomatowi wyboru.
W latach 1897–1904 publikował rozprawy filozoficzne i prace literackie pod pseudonimem Paul Mongré.